# Vergt-de-Biron
Vergt-de-Biron è un comune francese di 186 abitanti situato nel dipartimento della Dordogna nella regione della Nuova Aquitania.

## Società

### Evoluzione demografica
Abitanti censiti